# JaMarcus Russell
JaMarcus Russell (* 9. August 1985 in Mobile, Alabama) ist ein ehemaliger US-amerikanischer American-Football-Spieler auf der Position des Quarterbacks. Der 1,98 Meter große Russell spielte in der National Football League (NFL) für die Oakland Raiders. Er wurde im NFL Draft 2007 als erster Spieler in der ersten Runde ausgewählt, absolvierte aufgrund von Gewichts- und Drogenproblemen jedoch nur 31 Spiele in der NFL.

## College
In seiner Collegezeit an der Louisiana State University galt Russell als großes Talent und gewann 2006 den Manning Award für den besten College-Quarterback. NFL-Scouts zeigten sich besonders von seiner Kombination aus Körperkraft und Wurfstärke beeindruckt, die an Daunte Culpepper erinnerte.

## NFL
Die Oakland Raiders von Head Coach Lane Kiffin wählten Russell im NFL Draft 2007 als ersten Spieler aus, doch Russell weigerte sich zunächst, einen Vertrag zu unterschreiben: er pokerte erfolgreich um mehr Geld, aber verpasste auch das Trainingslager und wurde unter anderem deswegen nicht als Starting-Quarterback eingesetzt.
In seiner ersten Saison machte Russell nur vier Spiele (eines davon als Starter) und warf zwei Touchdowns, aber leistete sich auch vier Interceptions.
In seiner zweiten Saison 2008 wurde Russell zum Starting-Quarterback ernannt. Er warf dreizehn Touchdowns bei acht Interceptions, erzielte 2.423 Yards Raumgewinn und erzielte ein Quarterback Rating von 77,1. Die Raiders gewannen nur fünf Saisonspiele.
2009 verlief für Russell aber desaströs: nach neun Spielen, in denen er nur drei Touchdowns warf (elf Interceptions), sein Quarterback Rating auf 50,0 sank und er von den eigenen Fans ausgebuht wurde, wurde er vom neuen Head Coach Tom Cable zunächst durch Bruce Gradkowski als Stamm- und sogar von Charlie Frye als Reserve-Quarterback abgelöst. Kritisiert wurden vor allem Russells „mangelnde Arbeitseinstellung und larifarihafte Vorbereitung“. Tom Cable schickte Russell als Test einige „DVDs der letzten Raiders-Spiele“ und fragte ihn später, ob er sie sich angeguckt habe. Als Russell ihm berichtete, „viel gelernt“ zu haben, enttarnte Cable, dass die DVDs unbespielt waren: er hatte ihn nur testen wollen und wusste, dass Russell gelogen hatte.
In der Sommerpause von der Saison 2010 erschien Russell „äußerst übergewichtig“. Zudem wiesen Kritiker darauf hin, dass er wenig Interesse zu haben schien, die neuen Spielzüge der Raiders zu lernen, und kaum mit seinen Teamkollegen redete. Russell wurde von den Raiders aus dem Kader geworfen und wurde damit der Nummer-1-Draft-Pick, der am schnellsten von seinem Team entlassen wurde.
Im Juli 2010 wurde der nun vereinslose Russell beim Konsum der kodeinhaltigen Partydroge purple drank erwischt. Russell konnte weder im Probetraining bei den Washington Redskins noch den Miami Dolphins überzeugen, und im Frühjahr 2011 gab sein Motivationstrainer bekannt, seine Zusammenarbeit mit dem „unheimlich talentierten, aber vollständig antriebslosen“ Russell aufgegeben zu haben. NFL.com nannte Russell den „schlimmsten Draftpick der NFL-Geschichte, sogar schlimmer als Ryan Leaf“.

## Privatleben
Russell ist Sohn von Zina und Bobby Russell, einer Sekretärin und eines Maschinisten. Als Hurrikan Katrina größere Teile von Louisiana zerstörte, beherbergte der damalige LSU-Student zwanzig Personen (u. a. Fats Domino, den Großvater seiner damaligen Freundin) in seinem Studentenappartement.
Im März 2011 wurde bekannt, dass Russell unter „massiven finanziellen Problemen“ leiden würde und der nach der Unterzeichnung seines NFL-Vertrages 60 Millionen US-Dollar reiche Russell außerstande sei, eine Hypothek über „195.000 US-Dollar“ zu zahlen.